# Hanne Varming
Hanne Varming (født 13. maj 1939 i København, død 30. oktober 2022) var en dansk billedhugger.
Hun blev uddannet på Det Kgl. Danske Kunstakademi fra 1958‑65 hos Gottfred Eickhoff og Mogens Bøggild og debuterede på Charlottenborg Forårsudstilling i 1963.
Hanne Varming var medlem af Kunstnersammenslutningen Kammeraterne fra 1974 til 2001 og har været medlem af Kunstnersammenslutningen Corner 2001-2019
Fra 1986 til 1993 var hun medaljør hos Den Kgl. Mønt og har således været designer af forsiden på 10- og 20-kronen.
Den 13. marts 2002 udgav Post Danmark Varmings skulptur Pigerne i lufthavnen på frimærke og har også udgivet førstedagskonvolutter og frimærkehæfte.
Der er en bronzestatue af Hanne Varming i Viborg, Apollonia, og i 2006 færdiggjorde hun fire større skulpturer til fire gårdrum i det nye Statsfængsel Østjylland på en mark uden for Horsens. De fire skulpturer er Knælende dreng, Emma på bænk, Oldeforældre og Mand med barn (sidstnævnte skabt stedsspecifikt til fængslet).
I Odense står Konen med æggene, og i Skjern findes Nicole med stol. Andre af Hanne Varmings værker er at finde på Sjælland i det offentlige rum, bl.a. på Kultorvet og Victor Borges Plads i København. Foran Møstingshus på Frederiksberg står Far og barn, og i Valby er Hans Jakob at finde ved Valby bibliotek, og Konen med Hundene står på Valby Tingsted. Konen på kassen findes både i Ballerup og på Bispebjerg Hospital. Emma på bænk står i Allerød, og Det Lange menneske står ved Mørkhøj Kirke.

## Hædersbevisninger
- 1971: Ole Haslunds Kunstnerlegat
- 1983: Niels Mathiesen Prisen
- 1985: Tagea Brandts Rejselegat
- 1988: Eckersberg Medaillen
- 1990: Livsvarig kunstnerydelse fra Statens Kunstfond
- 1993: Anne Marie Telmányis Legat
- 1996: Niels Wessel-Bagge Art Foundation
- 2000: Ridderkorset